# Jerzy Janowicz
Jerzy Filip Janowicz (Łódź, 13. studenog 1990.) je poljski tenisač. Najviši mu je doseg na ljestvici Udruge teniskih profesionalaca (ATP) 14. mjesto u pojedinačnoj konkurenciji, a u parovima 47. mjesto. Na turniru u Parizu 2012. godine, pobijedio je Philippa Kohlschreibera, Marina Čilića, Janka Tipsarevića, Gillesa Simona i trećeg tenisača svijeta Andyja Murrayja.

## Juniorska karijera
Kao junior Janowicz je imao odnos pobjeda i poraza 59:23 i bio je 5. junior na svijetu 2008. godine.
Juniorski rezultati na Grand Slam turnirima:
- Australian Open: četvrtinale (2008.)
- Roland Garros: finale (2008.)
- Wimbledon: 2. kolo (2008.)
- US Open: finale (2007.)

## Vanjske poveznice
- ATP profil
- Davis cup profil
- ITF profil  Arhivirana inačica izvorne stranice od 29. rujna 2013. (Wayback Machine)
- Službena stranica